# بانک فنلاند
بانک فنلاند (به فنلاندی: Suomen Pankki) (به سوئدی: Finlands Bank) بانک مرکزی کشور فنلاند است که در هلسینکی قرار دارد و چهارمین بانک جهان از نظر قدمت است.

## تاریخچه
بانک فنلاند به عنوان دفتر صرافی، وام و سپرده‌گذاری در اول مارس ۱۸۱۲ در شهر تورکو توسط الکساندر یکم روسیه تأسیس شد. بانک در سال ۱۸۱۹ به شهر هلسینکی منتقل گشت. معاملات این بانک تا سال ۱۸۴۰ به وسیله روبل روسیه انجام می‌شد. مارکا فنلاند از سال ۱۸۶۰ تا ۱۹۹۹ که یورو به عنوان پول رایج کشور شناخته شد استفاده می‌شد.